# جیمز بی
جیمز بی (انگلیسی: James Bay؛ زادهٔ ۴ سپتامبر ۱۹۹۰) یک موسیقی‌دان اهل بریتانیا است. وی از سال ۲۰۱۳ میلادی تاکنون مشغول فعالیت بوده‌است. از وی دو ئی‌پی و دو آلبوم به نام‌های آشوب و آرامش و نور الکتریکی منتشر شده‌است. آلبوم آشوب و آرامش در چارت‌های بریتانیا، ایرلند و سوئیس به رتبهٔ یک دست یافت. ترانهٔ نگه‌داشتن رود از وی نیز موفق بوده‌است.